# リンツァートルテ

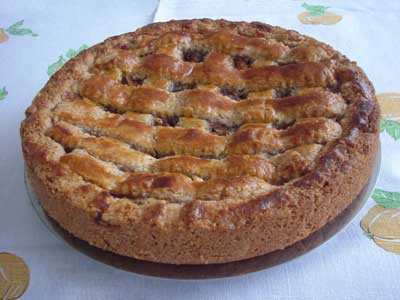
リンツァートルテ

リンツァートルテ（独: Linzer Torte）は、リンツ地方発祥の菓子で、主にドイツ、オーストリアでよく食される。
フランス語圏ではタルト・リンゼル（仏: tarte linzer）と呼ばれる。

## 概要
シナモンを効かせた生地にラズベリーのジャムを敷き詰め、生地を網目状に被せて炊き上げた姿は今日のトルテ、タルトと共通したものである。
タルトが誕生したのは15世紀後半から16世紀にかけてのことである。今日ではトルテとタルトとはまったく別の菓子であるが、その祖は同じであり、リンツァートルテの形状はトルテとタルテが分岐した際の名残でもある。
リンツ地方が起源の焼き菓子で「世界最古のトルテ」とされる。
スポンジ生地ではなくヘーゼルナッツとバターをたくさん入れた生地を用いる。アカスグリ（レッドカラント）ジャムをはさみ、格子模様の生地で覆って周囲にスライスアーモンドなどをのせて焼き上げる。
ウィーンでは生地とジャムの間にオブラートをはさんで焼くことが多い。細長く作り、切り分けてシュニッテンにすることもある。